# Rembrandt (vonat)
A Rembrandt egy nemzetközi vasúti járat volt, amely Hollandia fővárosát, Amszterdamot kötötte össze a németországi Münchennel és később a svájci Churral. Nevét a holland festőről,  Rembrandtról kapta.  Az első 16 évében csak első osztályú kocsikat továbbító Trans-Europ-Express volt, később, 1983-tól két kocsiosztályú InterCity, végül 1987-től EuroCity.

## Története

### Trans Europ Express
Az Arnhem–Oberhausen-vasútvonalon a holland–német határon végzett villamosítási munkák befejezésével lehetővé vált 1967. május 28-án elindítani a Rembrandt-ot. Ezen a vonalon az akkori három TEE-járat közül a Rembrandt-ot délutáni járatként indították el Amszterdamból, reggel a Rheingold és este Rhein-Main között. A Rembrandt a TEE Helvetia járattal együttműködve közvetlen kocsikat továbbított, amelyeket Mannheimben kapcsoltak le- és fel, így délutáni TEE összeköttetést biztosított Amszterdam és Zürich között a Rajna völgyén keresztül a TEE Edelweiss mellett, amely reggel Amszterdamból indult és Brüsszelen és Luxemburgon keresztül közlekedett Zürichbe. Étkezőkocsit is továbbított, amelyet a német Deutsche Schlafwagen- und Speisewagengesellschaft (DSG) alkalmazottai üzemeltettek.
A Rembrandt volt az első TEE, amely Baden-Württemberg fővárosába, Stuttgartba közlekedett. Észak felé a Rembrandt kora reggel indult Amszterdamba Münchenből, így reggeli eljutási lehetőséget biztosított, kiegészítve a Rheinpfeil által nyújtott meglévő délutáni TEE járatot. 1979. május 27-étől megszűnt a Helvetia közvetlen kocsija, és a mannheimi megállást darmstadtira cserélték. 1980. június 1-jén az útvonal déli végén Stuttgartig rövidült.
A Rembrandt utolsó munkanapja TEE-ként 1983. május 28. volt. Másnap a déli végállomását északabbra, Frankfurt am Mainba költöztették, és a vonatot két kocsiosztályú InterCity járattá alakították át. Továbbra is egy teljes étkezőkocsit továbbított. Vonatszáma észak felé IC 122, dél felé IC 123 lett.

### EuroCity
1987. május 31-én, az EuroCity hálózat beindításával az EC Rembrandt felváltotta a TEE Rheingold-ot, bár a svájci végállomás nem Genf, hanem Chur volt. A Rembrandt eredeti útvonalát az EC Frans Hals szolgálta ki. Amikor 1991-ben új EC90 sorozatú svájci gördülőállomány került forgalomba, a Rembrandt-ot is EC90 sorozatú kocsikkal állították ki, beleértve a "panoráma" kocsikat is (svájci Apm 19 sorozat). Mivel a Rheingold 1962 és 1976 között panoráma kocsikat is továbbított, az 1991-es változás a Rembrandt szerelvényét is kiegészítette ilyen személykocsikkal a Rajna-völgyön át tartó vonatúthoz, bár újabb típussal, nem pedig a vista-kupola típussal, amelyet a Rheingold továbbított. 2002. december 14-én a Rembrandt helyébe név nélküli ICE-járat lépett Amszterdam és Bázel között.